# 哈尔黑拉河
哈尔黑拉河（英語：Kharkhiraa River）是一条河流，位于蒙古国乌布苏省。沿河主要城市包括乌兰固木市。

## 简介
哈尔黑拉河从西边的哈尔黑拉山流向东方，是注入乌布苏湖的河流之一，也是蒙古国乌布苏省的重要河流之一。